# Hugues des Orges
Hugues des Orges  est un prélat français, évêque de Chalon puis archevêque de Rouen.

## Biographie
Né à Villeberny, il est sans doute le fils de Renaud d’Orges. 
Il fait des études à Paris en droit canon mais reçoit en 1417 le titre de licencié en lois. Chanoine de Châlons-en-Champagne en 1398, il devient en 1401 archidiacre d’Artenay. Il possède également une prébende à Beaune et un archidiaconé à Châlon-sur-Saône. Conseiller du duc de Bourgogne Jean sans Peur en 1415, il est envoyé auprès du pape après son départ de Constance.
Le 3 septembre 1416, il est élu évêque de Chalon, confirmé par l’évêque d’Autun Ferry de Grancey. Au transfert du cardinal de La Rochetaillée, les Anglais demandent au pape en décembre 1429 le transfert de Pierre Cauchon de Beauvais à Rouen. Louis de Luxembourg, évêque de Thérouanne, a le soutien du chapitre et semble avoir celui du pape. Finalement, par l’action de Philippe le Bon, duc de Bourgogne, Hugues des Orges est nommé archevêque de Rouen par le pape Martin V le 19 janvier 1431. Il prend possession du siège par procureur le 12 avril 1432 et fait son entrée solennelle le 22 août 1432. À la suite de problèmes financiers, il ne reçoit le pallium que le 11 décembre 1435.
Il meurt à Bâle le 19 août 1436 et enterré dans l’église Saint-Pierre.

## Héraldique
Ses armes sont : d’azur, au lion couronné d’or, armé et lampassé de gueules.